# Maurizio Gucci
Maurizio Gucci (n. 26 septembrie 1948, Florența, Italia – d. 27 martie 1995, Milano, Italia), fiul lui Rodolfo Gucci și nepotul lui Guccio Gucci, a fost un om de afaceri italian și conducător unic al casei de modă Gucci. 
Maurizio Gucci a moștenit pachetul majoritar de acțiuni  de la tatăl său, Rodolfo Gucci (după decesul survenit în mai 1983), și a lansat un război legal împotriva unchiului său Aldo Gucci pentru controlul deplin supra firmei Gucci. Acuzarea a fost condusă de procurorul orașului, Rudolph Giuliani, iar Domenico de Sole a reprezentat familia Gucci.
În 1988, Maurizio Gucci a vândut 47,8% din firma Gucci către fondul de investiții Investcorp din Bahraïn (proprietar al Tiffany din 1984) și a reținut pentru sine cealaltă jumătate. Din 1991 până în 1993, acțiunile Gucci au scăzut, iar Maurizio Gucci a fost acuzat că a cheltuit sume extravagante de bani pe sediul companiei din Florența (Via delle Caldaie palazzo) și din Milano.
Maurizio Gucci și-a vândut restul acțiunilor Gucci în 1993 (pentru 170 de milioane de dolari) aceluiași grup de investiții Investcorp. În 1995, la un an și jumătate după vânzarea Gucci, el a fost împușcat de un asasin plătit. Fosta sa soție Patrizia Reggiani a fost ulterior condamnată pentru aranjarea ucigașului.